# Чэнь Чанпин, Павел
Павел Чэнь Чанпин (кит. 陳昌品 保祿; 11 апреля 1838, империя Цин — 29 июля 1861, империя Цин) — святой римско-католической церкви, мученик.

## Биография
Чэнь Чанпин родился в 1838 году в провинции Гуйчжоу. Отец Чэнь Чанпина отдал его в раннем возрасте на воспитание католическим священникам, которые стали обучать Чэнь Чанпина латинскому языку. В возрасте 16 лет Чэнь Чанпин был крещен и стал обучаться в начальной семинарии, располагавшейся в деревне Лючунгуань. В 1860 году Чэнь Чанпин поступил в высшую Духовную семинарию. В 1861 году в Китае начались преследования христиан. Многие студенты покинули семинарию и разъехались по домам. Весной 1861 года Павел Чэнь Чанпин был арестован вместе с Иоанном Бастистом Ло Тининем и Иосифом Чжан Вэньланем.
29 июля 1861 года арестованные были приговорены к смертной казни за исповедание христианства. По дороге на место казни также была арестована и казнена вместе с тремя осуждёнными Марта Ван Ло Маньдэ, которая приносила узникам в течение трёх месяцев пропитание, когда те содержались в тюрьме.

## Прославление
Павел Чэнь Чанпин был беатифицирован 2 мая 1909 года римским папой Пием X и канонизирован 1 октября 2000 года римским папой Иоанном Павлом II вместе с группой 120 китайских мучеников.
День памяти в католической церкви — 9 июля.

## Источник
- George G. Christian OP, Augustine Zhao Rong and Companions, Martyrs of China, 2005, стр. 80  (англ.)